# Żleb spod Czubika

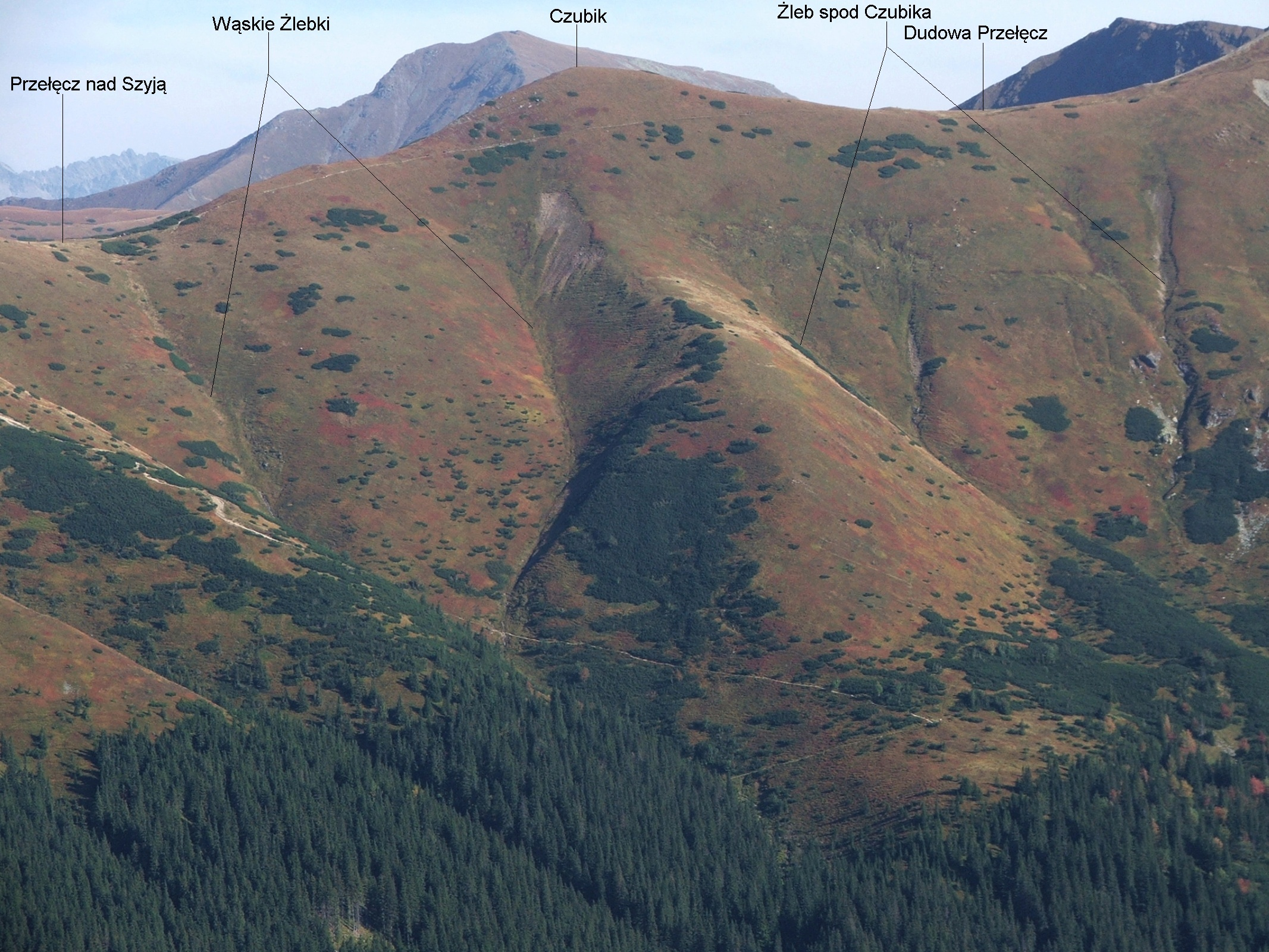
Żleb spod Czubika po prawej stronie

Żleb spod Czubika – żleb w Dolinie Jarząbczej w polskich Tatrach Zachodnich. Opada spod Dudowej Przełęczy w zachodnim kierunku, do koryta Jarząbczego Potoku. Ma wylot na wysokości około 1370 m n.p.m. Południowe ograniczenie żlebu tworzy grzęda Przykrej Kopy, południowe grzęda Jarząbczego Kopieńca. W górnej części żleb ma 4 ramiona, w ich dolnej części wypływają 4 źródła dające początek czterem ciekom uchodzącym do Jarząbczego Potoku. Na większej części swojej długości żleb jest trawiasty, w dolnej części zarastający kosodrzewiną i lasem. Dawniej były to tereny wypasowe Hali Jarząbczej. Pozostałością pasterskiej przeszłości są zachowane na mapach nazwy miejsc w okolicach żlebu: Rysioki i Macorki (w okolicach czterech źródeł).